# أحمد اليبوري
أحمد اليبوري (مواليد 1935، في سلا)، هو أديب وناقد وأكاديمي مغربي، يعمل أستاذًا جامعيًا بكلية الآداب بالرباط، كما شغل سابقًا رئيسًا لاتحاد كتاب المغرب.

## سيرته
بدأ اليبوري دراسته الأولى بثانوية النهضة ثم بمدارس محمد الخامس وبثانوية مولاي يوسف وكورو بالرباط، التحق بكلية الآداب والعلوم الإنسانية بنفس المدينة. حصل على الإجازة في الأدب العربي سنة 1959، وعلى شهادة في الفلسفة العامة والمنطق سنة 1962، كما حصل أيضًا على دبلوم الدراسات العليا في الأدب العربي سنة 1967. يشتغل أستاذا جامعيا بكلية الآداب بالرباط.
انتخب أحمد اليبوري عضوا في المكتب المركزي لاتحاد كتاب المغرب في المؤتمر الخامس (مايو 1976)، ثم رئيسًا للاتحاد في المؤتمرين الثامن (1983) والتاسع (1986). بدأ بكتابة الشعر والقصة، ثم تفرغ للكتابة النقدية، ونشر أعماله بمجموعة من المنابر الأدبية والثقافية منها: التحرير، العلم، المحرر، الاتحاد الاشتراكي، آفاق، المناهل، الوحدة.

## من مؤلفاته
- دينامية النص الروائي.
- في الرواية العربية : التكون والاشتغال.
- أسئلة المنهج : حول رسائل وأطروحات جامعية.
- الكتابة الروائية في المغرب : البنية والدلالة.
- في الرواية العربية : التكون والاشتغال.
- تطورات القصة في المغرب : مرحلة التأسيس.[2]